# Attentats contre des synagogues de Paris en octobre 1941

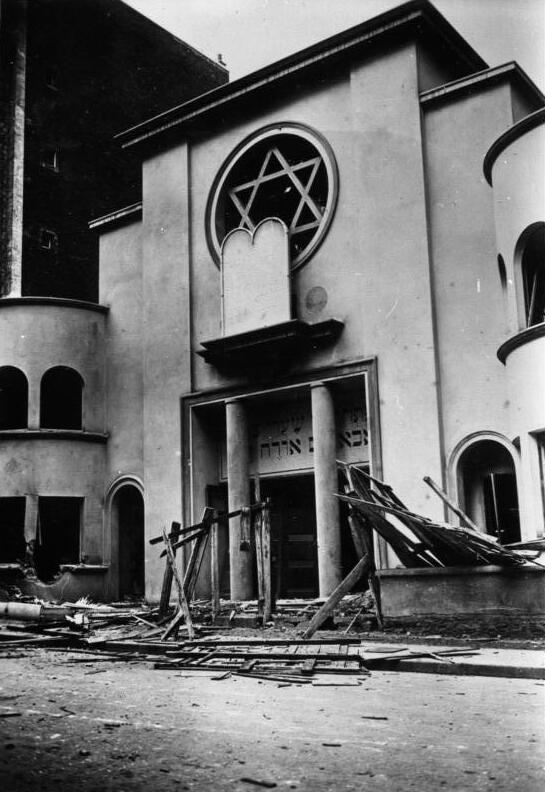
La synagogue de la rue Sainte-Isaure après l'attentat d'octobre 1941 (photo de la Bundesarchiv).

Les attentats contre des synagogues de Paris en octobre 1941 ont lieu à Paris sous l'occupation allemande dans la nuit du 2 au 3 octobre 1941, lorsque six synagogues de la ville sont endommagées par l'explosion d'engins placés devant leur porte entre 2 h 5 et 4 h 5. Les auteurs sont identifiés mais ne sont pas arrêtés.

## Historique
Dans la nuit du 2 au 3 octobre 1941, des engins explosifs sont placés devant six synagogues de Paris et causent des dommages,,,.

### Synagogues touchées
- 3e arrondissement de Paris :
  - Synagogue Nazareth
- 4e arrondissement de Paris :
  - Synagogue de la rue Pavée[5]
  - Synagogue de la rue des Tournelles[6]
- 9e arrondissement de Paris :
  - Grande synagogue de Paris
- 16e arrondissement de Paris :
  - Synagogue de la rue Copernic[7],[a]
- 18e arrondissement de Paris :
  - Synagogue de la rue Sainte-Isaure[8]

### Attentats

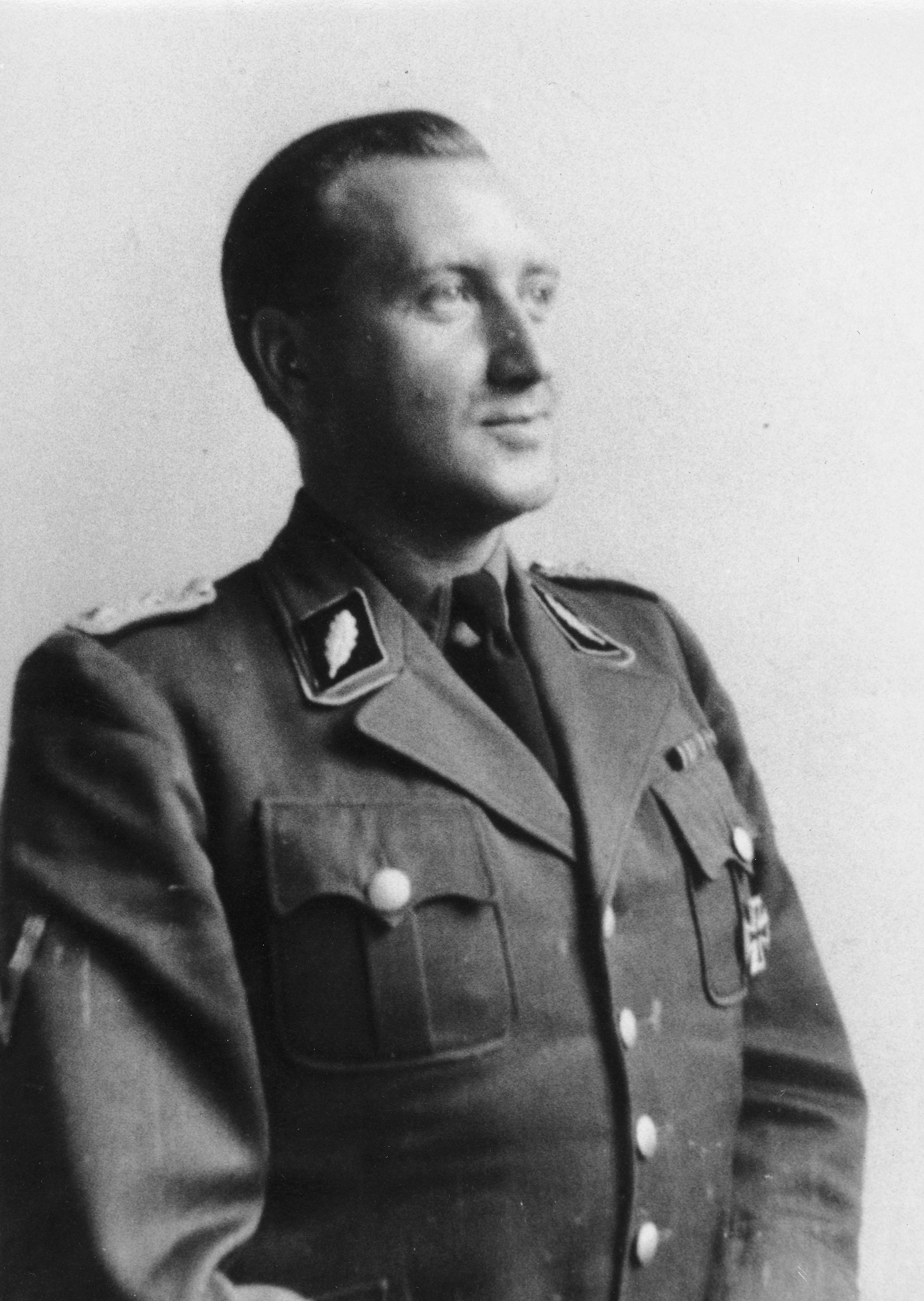
Helmut Knochen en uniforme de Standartenführer.

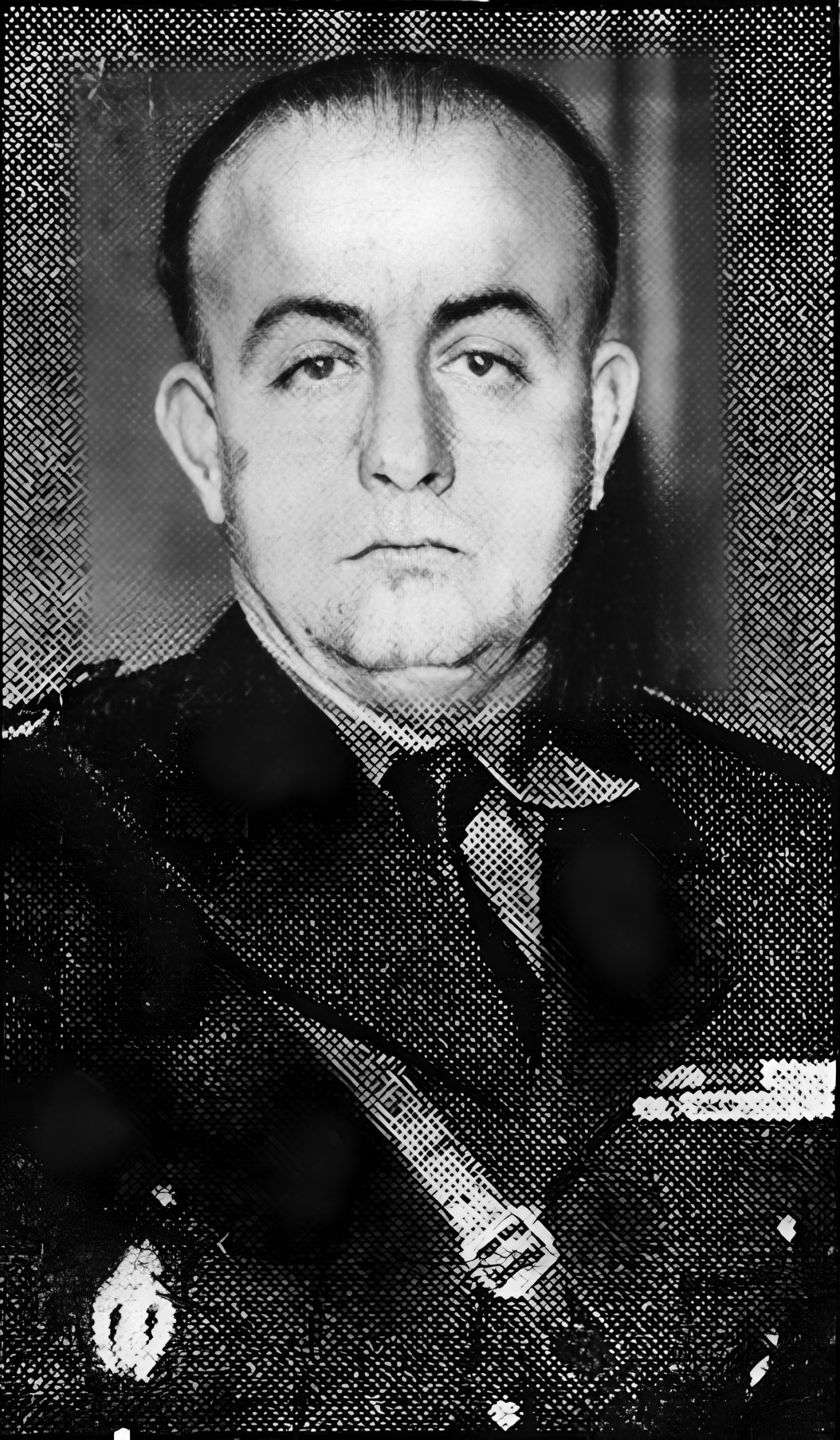
Eugène Deloncle, chef du Mouvement social révolutionnaire.

Helmut Knochen, chef du Befehlshaber der Sicherheitspolizei (Commandant de la police de sécurité) ordonne les attentats contre les synagogues parisiennes et ce sont des miliciens français qui posent les bombes.
À Copernic, il y  a destruction partielle de l'édifice (le jambage de la fenêtre ainsi que son appui sont en partie détruits, les fenêtres sont arrachées) que la communauté reconstruit dès 1946. Hélène Berr, dans son journal, en date du 11 septembre 1942, note :

« Après avoir erré tout l'après-midi (boulevard Saint-Germain, à la Sorbonne, cité Condorcet), je suis allée au Temple pour Rosch-Haschana. Le service était célébré à l'oratoire et salle des Mariages, le Temple ayant été détruit par les doriotistes. C'était lamentable. Pas un jeune. Rien que des vieux, le seul représentant de l' « autrefois », c'était Mme Baur. »

Le Mouvement social révolutionnaire (MSR), un parti d'extrême-droite, est impliqué. Comme le note Patrick Fournier (2016) :

« Le Mouvement Social Révolutionnaire (MSR) d'Eugène Deloncle, ancien chef de la Cagoule, recruta aussi quelques milliers d'adhérents et fut connu surtout pour son rôle d'exécutant pour le compte de la Sipo-SD dans les attentats qui visèrent les synagogues parisiennes dans la nuit du 2 au 3 octobre 1941. Deloncle perdit néanmoins le soutien de ses protecteurs et fut exécuté par la Gestapo en novembre 1943. »

Selon Frédéric Monier (2011) :

« Après la défaite et la création du régime de Vichy, une majorité d'anciens « cagoulards » se retrouva engagée dans la collaboration, souvent au sein du Mouvement Social Révolutionnaire — le MSR — créé par Eugène Deloncle à l'automne 1940. Ce groupuscule, un temps intégré au Rassemblement national populaire de Marcel Déat, cessa à peu près d'exister en 1942. C'est à ces groupes que « l'on doit sans doute, entre autres méfaits, les attentats contre les synagogues de Paris et l'assassinat de l'ancien ministre socialiste Marx Dormoy ». »

Hans Sommer le responsable de l'AMT VI (le service de contre espionnage et de renseignement allemand) chargé d'intervenir en France, en 1941, prend contact avec Eugène Deloncle, chef du MSR. Il fournit les moyens matériels aux hommes de Deloncle pour réaliser les attentats  contre les synagogues parisiennes,,.

### Reportage
Selon le correspondant à Vichy du journal Feuille d'Avis de Neuchâtel et du Vignoble neuchâtelois, en date du samedi 4 octobre 1941 :

« Dans la nuit de jeudi à vendredi à Paris entre 1 h. et 5 h., des attentats ont eu lieu contre sept synagogues. Les synagogues de la rue de Tournelle [sic], de la rue Montespan [sic], de la rue Copernic, de Notre-Dame de Lazaret [sic], de Notre-Dame des Victoires et la sixième située dans une rue dont on ne connaît pas encore le nom, ont sauté. Les dégâts sont considérables puisqu'il ne reste que les murs. Dans la synagogue de la rue Pavée, près de l'hôtel de ville, la bombe a pu être enlevée à temps. Deux personnes ont été blessées. L'amiral Bard, préfet de police, est arrivé sur les lieux et dirige l'enquête. L'attentat a été perpétré le lendemain de la fête du Grand Pardon. »

Le texte continue ainsi :

« Ce qu'on dit à Vichy
Notre correspondant de Vichy nous téléphone :
La plus célèbre des synagogues endommagées l'autre nuit par une bande de terroristes organisés est sans contredit la « grande synagogue » de la rue de la Victoire, située entre l'Opéra et le carrefour Châteaudun, juste à côté de l'immeuble de « l'Illustration ». C'était en même temps qu'un temple consacré au culte, le siège du grand consistoire israélite qui réunit, sous l'autorité du grand rabbin Weill, tous les ministres du culte israélite français.
Construite vers le milieu du XIXe siècle dans le style romano-byzantin par l'architecte Baltard, auteur des plans de la bibliothèque nationale et des halles centrales, la grande synagogue était le temple de l'aristocratie juive française et ses chants hébraïques y attiraient de très nombreux fidèles.
Le temple de la rue de Nazareth est beaucoup moins connu. Il était réservé au rite espagnol sephardite et il est dissimulé dans une voie peu fréquentée, non loin de la place de la République. Il abrite le tombeau [sic] du baron James de Rotschild [sic], fondateur de la dynastie française des Rotschild et qui y fut enterré en 1868.
Enfin, celle de la rue des Tournelles, une des plus vieilles synagogues de Paris avec celle de la rue Pavée sortie seule indemne des bombes terroristes, était uniquement fréquentée par les Juifs du ghetto parisien dont les caftans orientaux et les lévites polonaises teintaient d'exotisme ce vieux quartier de Paris où la rue du Rosier avec ses épiceries sordides et ses boucheries aux inscriptions rituelles composait un spectacle connu du monde entier. Les trois autres synagogues atteintes par les bombes ne se distinguent par aucune particularité historique.
Depuis juillet dernier, c'est la troisième fois qu'on enregistre de pareils attentats. Le premier se produisit à Marseille vers la mi-juillet. Le second à Vichy le 9 août dernier. Il est à noter que le troisième attentat contre les temples Israélites s'est déroulé dans la nuit qui suivit la fête juive du « Yon Kipour » [sic] (la fête du Grand Pardon). »

### Ni surprise ni émoi
Un rapport des Renseignements généraux en date du 4 octobre 1941 note :

« La généralité du public parisien n'aimait pas les Juifs, mais elle les tolérait. Les commerçants, surtout, souhaitaient être débarrassés des Israélites parce que ceux-ci leur faisaient une grande concurrence. En fait, les sévères mesures prises contre les Juifs par les Autorités allemandes et le gouvernement français n'ont pas soulevé de protestations dans la masse de la population mais beaucoup de gens trouvent excessif l'antisémitisme violent de la presse parisienne, laquelle dépasse, en effet, et de beaucoup, leur antipathie envers les Juifs. L'opinion de beaucoup de gens — particulièrement celle des milieux catholiques — est que les adversaires des Juifs généralisent trop et qu'à déchaîner un tel antisémitisme, on provoquera bientôt de regrettables excès. Ainsi, l'annonce des attentats commis hier contre les synagogues [Ndla : le 3 octobre 1941, des groupes d'extrême droite s'étaient attaqués à plusieurs synagogues de Paris, dont celle de la rue Vivienne] n'a-t-elle causé dans le public ni surprise ni émoi. “Cela devait Arriver”, entend-on dire avec une certaine pointe d'indifférence. »

### Silence de l'Église
À la suite des attaques contre les synagogues de Paris, l'archevêque de Paris, Emmanuel Suhard, garde le silence. En zone libre, l'association des rabbins français exprime sa surprise à ce sujet. Les évêques contactés par les rabbins expriment leur soutien, à l'exemple du cardinal de Toulouse, Jules-Géraud Saliège, dans une lettre au grand-rabbin de Toulouse, Moïse Cassorla.
L'archevêque de Paris soumet une protestation le 16 – 17 octobre 1941 à l'Assemblée des cardinaux et archevêques de France (ACA), mais elle ne sera jamais publiée dans La Semaine religieuse, probablement censurée.